# Ranunculus hamiensis
Ranunculus hamiensis J.G. Liu – gatunek rośliny z rodziny jaskrowatych (Ranunculaceae Juss.). Występuje endemicznie w Chinach, w zachodniej części regionu autonomicznego Sinciang. 

## Morfologia
PokrójBylina o nagich pędach. Dorasta do 20–30 cm wysokości.
LiścieSą potrójnie klapowane. Mają okrągły kształt. Mierzą 2,5–3,5 cm długości oraz 2–3 cm szerokości. Nasada liścia ma ucięty lub zaokrąglony kształt. Ogonek liściowy jest nagi i ma 5–7 cm długości.
KwiatySą zebrane w parach. Pojawiają się na szczytach pędów. Mają żółtą barwę. Dorastają do 25 mm średnicy. Mają 5 owalnych działek kielicha, które dorastają do 5–7 mm długości. Mają 5 okrągło owalnych płatków o długości 8–10 mm.
OwoceNagie niełupki o jajowatym kształcie i długości 2 mm. Tworzą owoc zbiorowy – wieloniełupkę o kulistym kształcie i dorastającą do 6 mm długości.

## Biologia i ekologia
Rośnie na łąkach. Występuje na obszarze górskim na wysokości około 2000 m n.p.m. Kwitnie od maja do sierpnia. 